# Francisco Forteza (hijo)
Francisco Forteza (hijo) (Montevideo, 1928 - Ib., 11 de abril de 2005) fue un político uruguayo, perteneciente al Partido Colorado.

## Biografía
Hijo del también político colorado y miembro del primer Consejo Nacional de Gobierno, Francisco Forteza, en su juventud cumplió funciones diplomáticas en EE. UU. En 1957 fue designado subsecretario (viceministro) de Relaciones Exteriores, cargo que desempeñó durante dos años. En 1959, tras la victoria del Partido Nacional en las elecciones celebradas el año anterior, fue nombrado director del Ente Autónomo estatal Administración de Ferrocarriles del Estado (AFE). 
En las elecciones de 1962 fue elegido diputado, banca que reconquistó cuatro años después. En 1967 asumió la subsecretaría del Ministerio de Hacienda (hoy Economía y Finanzas), hasta 1970, acompañando al ministro César Charlone. Luego volvió a su banca parlamentaria hasta 1972. Ese año, se desempeñó brevemente como Ministro de Economía, bajo la presidencia, todavía constitucional, de Juan María Bordaberry; renuncia al cargo en protesta por la prisión de su líder partidario, Jorge Batlle Ibáñez.
Al finalizar la dictadura militar implantada con el golpe de Estado del 27 de junio de 1973, Forteza fue elegido diputado en las elecciones de 1984. En diciembre de 1987 asumió la titularidad de una banca en el Senado, tras el fallecimiento de Eduardo Paz Aguirre. En julio de 1989, el presidente Julio María Sanguinetti lo designó para ocupar la titularidad del Ministerio del Interior, donde permaneció hasta octubre de ese año, retornando luego a la Cámara Alta hasta 1990, en que se retiró.